# Benchmarking in der Betriebswirtschaft
Benchmarking (engl. Benchmark = „Maßstab“, steht für eine Bezugs- oder Richtgröße) bezeichnet in der Betriebswirtschaft eine Managementmethode, mit der sich durch zielgerichtete Vergleiche unter mehreren Unternehmen das jeweils beste als Referenz zur Leistungsoptimierung herausfinden lässt. Dazu ist es notwendig, durch Vergleich bessere Methoden und Praktiken (Best Practices) zu identifizieren, zu verstehen, auf die eigene Situation anzupassen und zu integrieren. Benchmarking ist eine Weiterentwicklung des Betriebsvergleichs.

## Grundlagen
Die Durchführung eines Benchmarkings beruht auf der Orientierung an den Besten einer vergleichbaren Gruppe. Diese Vorgehensweise bezeichnet man als „Best Practice“ (wörtlich: bestes Verfahren oder „die beste Lösung“). Best Practice existiert auf verschiedenen Betrachtungsebenen und tritt in folgenden Formen auf:
- Konzepte: Im Sinne der Effektivität geht es darum, die richtigen Dinge zu tun,
- Detail- oder Prozessebene: Im Sinne der Effizienz geht es darum, die Dinge richtig zu tun.

Auf der obersten Betrachtungsebene werden Konzepte in Frage gestellt. Es geht darum, die „richtigen Dinge zu tun“. Auf der untersten Betrachtungsebene der Detailprozesse wird der Prozess in Frage gestellt. Hier geht es darum, die „Dinge richtig zu tun“ – also die Prozesseffizienz zu verbessern.
Ein häufiger Fehler beim Benchmarking besteht darin, die Betrachtungsebenen im Vorfeld nicht klar zu definieren. Erfahrungen zeigen, dass ein Benchmarking auf Konzeptebene sich kaum mit einem auf Detailprozessebene kombinieren lässt. Die für ein Benchmarking benötigten Ansprechpartner für die beiden Ebenen sind allzu verschieden und die Methoden zur Identifikation geeigneter Benchmarking-Partner unterscheiden sich je nach Betrachtungsebene.
Benchmarking ist einer der effektivsten Wege, externes Wissen rasch in das eigene Unternehmen einzubringen. Das in einem Benchmarking-Projekt erarbeitete Wissen ist in höchstem Maße praxisorientiert – denn es stammt aus der Praxis und hat sich im Alltag bewährt.
In der Europäischen Union wird das Benchmarking seit Ende 1996 als eine Methode angewandt, um die Leistungskraft der einzelnen Arbeitsmärkte der EU-Länder zu vergleichen. Dabei sollen Schwächen einzelner Mitgliedstaaten offengelegt und die jeweiligen Regierungen in die Lage versetzt werden, dringend benötigte Reformen durchzuführen. Entsprechende Vergleichsmethoden sind auf den nationalen Ebenen der Politik bisher eher unüblich, der Drang nationaler oder regionaler Politik zu mehr Transparenz ist steigerungsfähig.
In der Bundesrepublik Deutschland gibt es im Bereich der öffentlichen Verwaltungen und Organisationen zum einen gesetzliche Vorschriften für das Benchmarking (z. B. Krankenhäuser, Rentenversicherung), zum anderen auch freiwillige Aktivitäten in sogenannten Benchmarking-Clubs. So sind beispielsweise die gesetzlichen Unfallversicherungsträger mit wissenschaftlicher Begleitung dabei ein Prozessbenchmarking durchzuführen und weiterzuentwickeln, das sowohl qualitative, als auch quantitative Ziele und Wirkungen berücksichtigt.
Es gibt bisher keine Beispiele international genormter (ISO) Benchmarks, industrielle Standards werden beispielsweise durch SPEC gesetzt.

## Benchmarking-Grundtypen
Benchmarking-Methoden unterscheiden sich meist nur im Detaillierungsgrad und in den Bezeichnungen. Das Grundschema bleibt in etwa gleich: Vergleiche zeigen Unterschiede zwischen der eigenen Organisation und den Benchmarking-Partnern. Daraus lassen sich Folgerungen für die eigene Organisation ableiten, ein Lernprozess beginnt.
Aus praktischer Sicht hat sich eine Einteilung von Benchmarking in vier Grundtypen bewährt. Die Klassifizierung erfolgt auf Grund der Eigenschaften der Benchmarking-Partner. Diese können in der eigenen oder in einer fremden Branche gefunden werden und sie gehören entweder zur eigenen oder zu einer fremden Organisation.

### Typ 1: Internal Benchmarking (internes Benchmarking)
Internes Benchmarking findet innerhalb der eigenen Organisation und Branche statt. Ein Beispiel ist ein internationaler Zementhersteller, der den Produktionsprozess aller seiner Werke periodisch miteinander vergleicht.
Der große Vorteil dieses Benchmarking-Typs ist es, dass erstens die Daten gut erhältlich und zweitens Vergleiche auf Kennzahlenebene möglich sind. Ein möglicher Nachteil kann mangelnde Akzeptanz sein, die auf das Phänomen zurückgeht, dass „der Prophet im eigenen Land“ oft nichts gilt.
Eine besondere Form des internen Benchmarkings ist das Konzern-Benchmarking. Dabei zählen Benchmarking-Anstrengungen innerhalb von Konzernen, Holdings oder Konglomeraten. Das interne Benchmarking beschränkt sich also nicht mehr auf die gleiche Branche, sondern wird auf das ganze Unternehmen ausgedehnt. Der Vorteil beim Konzern-Benchmarking ist die gute Verfügbarkeit von Informationen. Abhängig von der Betrachtungsebene ist kennzahlenorientiertes Benchmarking allerdings nur noch beschränkt möglich, da die beteiligten Unternehmenseinheiten anderen Branchen angehören. Spielt sich das Benchmarking auf der Konzeptebene ab, sind Successful Practices oft nicht mehr 1:1 übertragbar.

### Typ 2: Competitive Benchmarking (Wettbewerbsbenchmarking)
Die Benchmarking-Partner sind Unternehmen aus derselben Branche. Die Benchmarking-Partner können denselben Markt oder unterschiedliche Märkte bearbeiten. In beiden Fällen gilt das Hauptinteresse oft dem Vergleich von Kennzahlen, der allerdings aus Wettbewerbsgründen nur eingeschränkt möglich ist.
Wettbewerbs-Benchmarking bedingt eine besonders gute Vorbereitung und eine sehr offene Kommunikation. Jeder Teilnehmer muss die Sicherheit erhalten, dass die abgegebenen und erhaltenen Informationen in einem ausgewogenen Verhältnis stehen. Dies lässt sich kaum mehr realisieren, sobald einer der Wettbewerber die Federführung übernimmt und für „sein“ Projekt Partner sucht.
Der Vorteil dieses Benchmarking-Typs ist die klare Positionierung des eigenen Unternehmens im Wettbewerb. Dem stehen zwei Nachteile gegenüber: Erstens ist es schwierig, Kennzahlen oder sogar Prozesse mit der direkten Konkurrenz zu benchmarken. Zweitens zeigt die Erfahrung des Transferzentrums für Technologiemanagement (TECTEM) an der Universität St. Gallen, dass die Erkenntnisse aus Wettbewerbs-Benchmarking einen geringen Neuigkeitsgrad haben.

### Typ 3: Functional Benchmarking (funktionales oder markt-übergreifendes Benchmarking)
Hier erfolgt der Vergleich mit Unternehmen der gleichen Branche in getrennten Märkten. Man vergleicht den Organisationsbereich bezüglich seiner Funktion, wie beispielsweise die interne Logistikabteilung mit einem Versandunternehmen. Es ist die universelle Art des Benchmarkings. Es bietet ein sehr hohes Lernpotenzial, da es am meisten neue Ideen und Anregungen bietet. Dieses Potenzial kann insbesondere bei Benchmarking auf Konzeptebene voll ausgeschöpft werden.

### Typ 4: Generic Benchmarking (generisches Benchmarking) oder auch Best-Practice-Benchmarking
Das generische Benchmarking ist die reinste Form des Benchmarkings. Hier findet ein branchen- und funktionsübergreifender Vergleich von Prozessen und Methoden statt. Es wird hier ein Vergleich zwischen unverwandten Unternehmen angestrebt.
Ein immer wieder zitiertes Beispiel für das generische Benchmarking ist der Vergleich der Zeiten für Be- und Entladung, Betankung, Reinigung und Sicherheitschecks von Flugzeugen mit den Boxenstopps beim Indy-500-Autorennen, den die Southwest Air Lines durchgeführt hat. Durch das Benchmarking soll eine Zeitreduzierung um 50 % möglich gewesen sein.

## Standardphasen des Benchmarkings

Standardprozesse eines Benchmarking-Projekts

Der grundlegende Ablauf eines Benchmarking-Projekts, den zuerst Robert Camp beschrieben hat, bildet die Grundlage der meisten Veröffentlichungen zum Thema Benchmarking. Er kann grob in die folgenden Phasen eingeteilt werden
1. Zielsetzungs-/Vorbereitungsphase
- Problemdefinition (Festlegung des Benchmarking-Objektes) und interne Voranalyse
- Suche und Auswahl des Benchmarking-Partners und Nominierung des Benchmarking-Teams

2. Vergleichsphase (quantitatives Benchmarking)
- Festlegung eines Kennzahlenrasters zur Leistungsermittlung
- Erhebung von Daten
- Analyse und Beurteilung der erhobenen Daten
- Einpositionierung in Form von Rankings
- Ermittlung des „Best Performers“

3. Analysephase (qualitatives Benchmarking)
- Analysieren der Prozesse oder besten Strategie
- Ableiten der „Best Practices“

4. Verbesserung und Implementierung
- Konzeption von Verbesserungsmaßnahmen
- Implementierung der Verbesserungsmaßnahmen
- Monitoring zur Ergebnis- und Fortschrittskontrolle

Diese Schritte können wiederum zum Ausgangspunkt für ein neuerliches Benchmarking werden, das erneut in die Vergleichsphase eintritt.

## Ursprünge des Begriffs „Benchmarking“
Zur Etymologie des Wortes „Benchmarking“ siehe Benchmark.
Der betriebswirtschaftliche Begriff „Benchmarking“ geht zurück auf die US-amerikanische Firma Xerox Corporation. Obwohl die beim Benchmarking angewandten Methoden schon sehr viel früher in der Praxis der modernen industriellen Produktion entstanden sind – zum Beispiel lässt sich die Übertragung des Fließbandprinzips aus einer Großschlachterei in die Automobilproduktion durch Henry Ford als sehr erfolgreiches Benchmarking bezeichnen –, hat sich der Begriff des Benchmarkings erst in den 1980er Jahren mit den Veröffentlichungen von Robert C. Camp zu Benchmarking-Projekten bei Xerox durchgesetzt. Diese Schriften haben der Benchmarking-Idee zum Durchbruch verholfen.
Der Kopiererhersteller Xerox befand sich Ende der 1970er Jahre bedingt durch Qualitäts- und Kostenprobleme in einer schwierigen Wettbewerbsposition. Der japanische Konkurrent Canon brachte einen Kopierer zu einem Verkaufspreis auf den Markt, der wesentlich unter den Herstellkosten für vergleichbare Geräte bei Xerox lag. Die Marktanteile von Xerox fielen auf dem Kopierermarkt steil ab. Aus diesem Grund wandte Xerox 1979 zum ersten Mal ein Benchmarking an: Es wurde ein Kopierer der Konkurrenz gekauft, zerlegt und die einzelnen Komponenten mit jenen der eigenen Kopierer verglichen. So konnten die niedrigeren Herstellungskosten von Canon zu einem großen Teil erklärt werden.
In einem nächsten Schritt wurden die Aktivitäten der einzelnen Wertschöpfungsketten im Unternehmen analysiert, mit dem Ergebnis, dass erhebliche Probleme in den Logistik- und Vertriebsprozessen aufgedeckt werden konnten. Unter anderem wurden die logistischen Prozesse der Materialentnahme bei dem Kopiergerätehersteller mit dem des Outdoor-Artikel-Versenders L.L.Bean verglichen. Dies veranlasste Xerox zu Folgeprojekten, wobei unter anderem Pharmagroßhändler und Haushaltsgerätehersteller als Benchmark dienten. Aufgrund dieser ersten Erfolge wurde Benchmarking bald zu einer Hauptsäule der Xerox-Strategie.
1992 erfolgte die erste Gründung eines IBC (international benchmarking clearing house), einer Einrichtung, die als Dienstleistung anbietet, Benchmarkingpartner zu vermitteln. 1994 gründete das Fraunhofer-Institut für Produktionsanlagen und Konstruktionstechnik (IPK) das Informationszentrum Benchmarking (IZB). Das Global Benchmarking Network (GBN) wurde 1994 aus der Taufe gehoben.
Für Camp stand die Identifikation und Implementation von „Best Practices“ im Mittelpunkt. Einem rein quantitativen Benchmarking, also dem bloßen Vergleich von Kennzahlen, sprach er nur in Verbindung mit einer vertieften Analyse der Praktiken einen Nutzen zu. Seither hat sich das Benchmarking über mehrere Generationen weiterentwickelt und zu unterschiedlichen Erscheinungsformen geführt.

## Best Practices oder Successful Practices
Der im Benchmarking häufig verwendete Begriff der Best Practices ist nur dann korrekt, wenn ein Benchmarking eine vollständige, weltweite Analyse beinhaltet. Dies ist nur in den wenigsten Fällen praktikabel. Ein Beispiel wäre der Herstellungsprozess von Mikrochips für hoch integrierte Prozessoren. Hier sind alle „Global Players“ bekannt und könnten in ein Benchmarking einbezogen werden.
In der Regel ist eine globale Analyse aus Zeit- und Kostengründen allerdings kaum möglich oder sinnvoll. Der Anspruch des Benchmarking besteht in den meisten Fällen nicht darin, die besten Praktiken zu finden, sondern erfolgreiche (wobei die Kriterien für den Erfolgsnachweis im Vorfeld definiert werden müssen). Die Literatur spricht hier von Successful Practices.

## Benchmarking in der Volkswirtschaftslehre
Auch in der Volkswirtschaftslehre wird Benchmarking betrieben. Hier geht es um die Wettbewerbsfähigkeit von:
- Regionen (z. B. Bundesländern)
- Branchen
- Staaten (z. B. nationale Arbeitsmärkte in der EU s.o.)

Benchmarking-Ergebnisse werden u. a. im Global Competitiveness Report des World Economic Forum veröffentlicht.

## Sinnverwandte Begriffe
- Benchmark als genormtes Testverfahren zur Performancemessung von Geräten, siehe zum Beispiel EDV-Benchmark
- Total-Quality-Management
- Prozessbenchmarking
- Produktbenchmarking
- Benchmark Award